# Milon IV de Tonnerre
Milon IV de Tonnerre (c. 915 - Tonnerre, Yonne, Borgonha, França, 998) foi Conde de Tonnerre, que atualmente corresponde comuna francesa na região administrativa da Borgonha, no departamento Yonne.

## Relações familiares
Foi filho de Guido II de Tonnerre (c. 945 - 992). Casou com Ermengarda de Woevre, filha de Reginaldo de Woevre, de quem teve:
1. Reinaldo I de Bar-sur-Seine e Tonnerre (? - depois de 1045) casou com Ervise de Woevre, filha de Raul III de Woevre.